# Acerbia alpina
Acerbia alpina is een vlinder uit de familie van spinneruilen (Erebidae), onderfamilie  beervlinders (Arctiinae). 
De imago heeft een spanwijdte van 42 tot 50 millimeter.
De waardplanten voor deze soort zijn paardenbloem, bosbes en kruidwilg.
De soort komt voor in Noord-Scandinavië, Noord-Rusland en het noorden van Noord-Amerika.